# 문암역 (고성)
문암역(文岩驛)은 동해북부선의 폐역된 역이다.

## 같이 보기
- 동해북부선